# 弗朗茨·安德里塞克
弗朗茨·安德里塞克（捷克語：Franz Andrysek，1906年2月8日—1981年2月9日），奥地利男子举重运动员。他曾代表奥地利参加1924年和1928年夏季奥林匹克运动会举重比赛，其中1928年奥运会获得一枚金牌。